# Szlovák Demokratikus és Keresztény Unió – Demokrata Párt
A Szlovák Demokratikus és Keresztény Unió – Demokrata Párt (szlovákul Slovenská demokratická a kresťanská únia – Demokratická strana, SDKÚ-DS, a magyar médiában gyakran Szlovák Kereszténydemokrata Unió – Demokrata Párt) szlovák jobboldali párt.

## Története
1998–2006 között Szlovákia vezető pártja, elnöke, Mikuláš Dzurinda pedig Szlovákia miniszterelnöke volt. Az előrehozott 2006-os parlamenti választáson a második helyre és egyúttal ellenzékbe is szorult. Az utóbbi évek szlovák reformfolyamatainak elindítója.
A párt neve korábban egyszerűen Szlovák Demokratikus és Keresztény Unió volt, de 2006. január 17-én egyesült a Demokrata Párttal. Együtt kormányzott a Magyar Koalíció Pártjával, illetve a Kereszténydemokrata Mozgalommal (szlovákul Kresťanskodemokratické hnutie, KDH). Ez utóbbi azonban 2006. február 7-én kilépett a kormánykoalícióból, mely az előrehozott választáshoz vezetett.
A 2006. június 17-én tartott választáson az SDKÚ 18,4%-ot kapott, ami 31 mandátumot jelentett a 150 fős parlamentben és a második helyet a Robert Fico vezette Smer mögött. Az SDKÚ 2010 és 2012 a legnagyobb kormánypárt volt a Szlovák Nemzetgyűlésben, miután a 2010. június 12-én tartott választáson az SDKÚ 15,42%-ot kapott, és 28 helyet szerzett meg. Koalíciós kormányt alakítottak a Kereszténydemokrata Mozgalom, a Szabadság és Szolidaritás és a Most-Híd részvételével. A koalíciós kormány a következő évben megszűnt, majd az SDKÚ a 2016-os parlamenti választáson kiesett a parlamentből.

## A párt elnökei
| Név                                               | hivatal kezdete                                   | hivatal vége                                      |
| A Szlovák Demokratikus és Keresztény Unió elnökei | A Szlovák Demokratikus és Keresztény Unió elnökei | A Szlovák Demokratikus és Keresztény Unió elnökei |
| ------------------------------------------------- | ------------------------------------------------- | ------------------------------------------------- |
| Mikuláš Dzurinda                                  | 2000. november 18.                                | 2012. május 19.                                   |
| Pavol Frešo                                       | 2012. május 19.                                   | 2016.                                             |
| Milan Roman                                       | 2016.                                             | Hivatalban                                        |

## Választási eredmények
| Választások | Szavazatok száma | Szavazatok aránya | Mandátumok száma | Mandátumok aránya | Parlamenti szerepe |
| ----------- | ---------------- | ----------------- | ---------------- | ----------------- | ------------------ |
| 2002-es     | 433 953          | 15,09%            | 28               | 18,67%            | kormánypárt        |
| 2006-os     | 422 815          | 18,35%            | 31               | 20,67%            | ellenzék           |
| 2010-es     | 390 042          | 15,42%            | 28               | 18,67%            | kormánypárt        |
| 2012-es     | 155 744          | 6,09%             | 11               | 7,33%             | ellenzék           |
| 2016-os     | 6 938            | 0,26%             | 0                | 0%                | nem jutott be      |
| 2020-as     | -                | -                 | 0                | 0%                | nem indult         |

## Külső hivatkozások
- A párt honlapja (angolul, illetve szlovákul)